# Kurikul
Nastavni kurikul, do 1990. „plan i program”; ili  nastavni curriculum (latinizam) naziv je za nastavni plan i program po kojem predaju učitelji i profesori u hrvatskim školama. Vijeće za normu hrvatskoga standardnog jezika donijelo je zaključak da se riječ curriculum na hrvatski jezik ne može prevesti kao kurikulum, nego hrvatskim nazivima naukovna osnova ili nastavni uputnik. Naziv nastavni uputnik je od 2005. neko vrijeme upotrebljavan u dokumentima Ministarstva (Vodič kroz HNOS). Riječ uputnik nije, međutim, zaživjela u hrvatskim školama te se i dalje koristi naziv curriculum ili kurikul. 
„Sama riječ kurikul (lat.: curriculum, slov.: učni načrt) upućuje sve subjekte odgojno-obrazovnog procesa na to:
- što se uči i zašto;
- kako se uči;
- kada se uči;
- gdje se uči.”[3]

Nastavni kurikul obuhvaća preciznu i sustavnu ukupnost planiranog odgoja i obrazovanja (cilj, zadaće, sadržaji, organizacija, metode, mediji, strategije). 
Temeljno mu je obilježje „učeniku usmjereno učenje”, ali precizno artikulirano (algoritmizirano), zato se svako planiranje i programiranje ne može nazvati kurikulom, nego samo ono koje zadovoljava metodologijske uvjete, kriterije i tehnologiju izrade kurikula.
Hrvatski je nacionalni kurikul u sklopu HNOS-a iz 2006. godine uključio sve ključne sastavnice europskih nacionalnih kurikula, nove nastavne metode, istraživačku nastavu, interdisciplinarnost, sposobnosti (kompetencije) učenika, integralno planiranje, vrednovanje rezultata.